# زهرا شیخی
زهرا شیخی (زادهٔ ۱۳۵۸) پزشک و سیاستمدار ایرانی است که اکنون به‌عنوان معاونت پژوهش و فناوری جهاد دانشگاهی مشغول به فعالیت است. وی نماینده مردم اصفهان دوره یازدهم مجلس شورای اسلامی و اولین زن سخنگوی کمیسیون بهداشت و درمان مجلس شورای اسلامی بوده است. همچنین او با رای اعضای شورای عالی انقلاب فرهنگی به عنوان اولین زن عضو هیئت امنای جهاد دانشگاهی انتخاب شد.

## مجلس شورای اسلامی
وی موفق شد در یازدهمین انتخابات مجلس شورای اسلامی که در تاریخ ۲ اسفند ۱۳۹۸ برگزار شد، با کسب ۱۷۲ هزار و ۸۵۰ رأی، از حوزه انتخابی اصفهان و ورزنه از استان اصفهان انتخاب گردد و به مجلس راه یافت.
او همچنین عضو و سخنگوی کمیسیون بهداشت و درمان مجلس شورای اسلامی بود. وی همچنین رئیس فراکسیون دیپلماسی سلامت و سبک زندگی سالم مجلس و عضو ناظر مجلس در شورای عالی سلامت و امنیت غذایی بود.

## تحصیلات
زهرا شیخی دارای مدرک تحصیلی دکترای تخصصی لنفولوژی و دکترای تخصصی طب سنتی ایرانی از دانشگاه علوم پزشکی شهید بهشتی است. او همچنین عضو هیئت علمی پژوهشکده سرطان و عضو انجمن بین‌المللی لنفولوژی آمریکا است. وی مدرک دکترای حرفه‌ای پزشکی خود را از دانشگاه علوم پزشکی تهران گرفته است.

## طرح تشکیل شبکه ملی پیشگیری و درمان سرطان
نمایندگان مجلس به پیشنهاد زهرا شیخی که در تاریخ هفدهم اسفند ماه ۱۴۰۰ نماینده و رییس فراکسیون دیپلماسی سلامت و سبک زندگی سالم  وقت مجلس شورای اسلامی بود. در خصوص  ایجاد طرح تشکیل شبکه ملی پیشگیری و درمان سرطان و به منظور بررسی هزینه لایحه بودجه سال یکهزار و چهارصد و یک، یک جز به بند ب تبصره ۱۷ الحاق کردند.این طرح هزینه لازم برای پیشگیری، غربالگری و تشخیص زودرس و درمان سرطان پستان برای ۱۲ استان را تامین می کرد. جزئیات مربوط به تامین هزینه های لازم در قالب تبصره ای به لایحه بودجه ۱۴۰۱ اضافه گردید. در نهایت ماموریت ایجاد شبکه ملی پیشگیری و کنترل سرطان، به پژوهشکده سرطان معتمد جهاد دانشگاهی واگذار شد. زهرا شیخی در یازدهم فروردین ماه ۱۴۰۱ تاکید کرد فعالیت این شبکه از اول فروردین ماه آغاز شده است. برای این طرح مبلغ هشتاد میلیارد ریال در بودجه ۱۴۰۱ تخصیص پیدا کرد. این شبکه به‌صورت پایلوت در استان های اصفهان  و استان سیستان و بلوچستان  و استان خراسان شمالیو استان هرمزگان  اجرا شد.

## نامه به رئیس‌جمهور
زهرا شیخی طی نامه ای گلایه آمیز خطاب به رئیس‌جمهور نسبت به عدم استفاده از تمام ظرفیت‌های علمی برای برای درمان بیماران مبتلا به کویید _۱۹ انتقاد کرد.
رئیس کمیته طب ایرانی کمیسیون بهداشت در بخشی از این نامه با طرح سؤالی از رئیس دولت دوازدهم می‌گوید: اکنون که در نبرد بی‌امان مبارزه با این ویروس منحوس، طاقت همگان به سر آمده و چشم‌ها گریان و قلوب ملت ایران مالامال از رنج جانکاه می‌باشد و شرایط بحرانی است و سرداران پیشگام حوزه سلامت و وزیر محترم به ستوه آمده‌اند آیا در سکّان ستاد ملی مبارزه به کرونا هیچ رنگ و بویی از آرایش جنگی وجود دارد؟ آیا اکنون که هر روز داروهای گران‌قیمت آنچنانی و عمدتاً وارداتی یا مشابه سازی شده، یکی یکی از رده خارج شده و هزینه ـ اثربخشی آنها مردود می‌شود، همچون سایر کشورهای دنیا و بنا بر خِرَد جمعی و عقل نخبگانی و فارغ از تعصب‌ها و افراط و تفریط به ظرفیت‌های طب‌های سنتی، بومی و مکمل توجه کرده‌ایم؟
وی در ادامه این نامه عدم بسترسازی اجرای بند دوازدهم سیاست‌های کلی سلامت کشور و اجرای نشدن سند ملی گیاهان دارویی و طب سنتی کشور مصوب شورای عالی انقلاب فرهنگی توسط دولت را مصداق عدم بهره‌گیری از ظرفیتهای موجود و بی‌توجهی و عدم پاسخ صحیح به خواسته و نیاز مردم دانست. در پی این نامه روحانی خطاب به سعید نمکی، وزیر بهداشت و درمان دستور بررسی و اقدام را صادر کرد.
همچنین وی در حساب توییتر خود نسبت به ساختار ستاد ملی مبارزه با کرونا و آزمایش‌های سازمان جهانی بهداشت بر روی بیماران ایرانی مبتلا به کرونا انتقاد کرده بود.

## اظهار نظر دربارهٔ واکسن کرونا
زهرا شیخی در یک رشته توئیت در هجدهم آذرماه ۱۳۹۹ روایتی را در خصوص طرح جهانی کوآکس و واردات واکسن کرونا از این طریق مطرح کرد. در این توییت به موضوع پرونده خون‌های آلوده فرانسه تأکید شده است. وی در این توییت به نقل از تسنیم بیل گیتس را متهم به تلاش برای کاهش ۱۵ درصدی جمعیت جهان با استفاده از واکسن کرد و سازمان بهداشت جهانی را مروج سقط جنین نامید.

## ریاست ستاد انتخاباتی
سید امیر حسین قاضی زاده هاشمی، کاندیدای انتخابات ریاست جمهوری سال ۱۴۰۰، زهرا شیخی نماینده اصفهان را به‌عنوان رئیس ستاد انتخاباتی خود منصوب کرد.